# 7233 Majella
7233 Majella è un asteroide della fascia principale. Scoperto nel 1986, presenta un'orbita caratterizzata da un semiasse maggiore pari a 2,6678907 UA e da un'eccentricità di 0,1288973, inclinata di 12,24543° rispetto all'eclittica.